# Мекинян, Сурик
Сурик Мекинян (род. 1974) — армянский самбист, серебряный призёр чемпионата мира по самбо 2003 года в Санкт-Петербурге, мастер спорта Армении международного класса. Выступал в лёгкой весовой категории (до 62 кг). Наставником Мекиняна был Грачик Хачатрян. Проживает в Гюмри. Работает директором местной спортивной школы по самбо и дзюдо.